# Labarthe-sur-Lèze
Labarthe-sur-Lèze è un comune francese di 4 893 abitanti situato nel dipartimento dell'Alta Garonna nella regione dell'Occitania.
È gemellato con il comune italiano di Breda di Piave e con Breda (Spagna).

## Amministrazione

### Gemellaggi
- [[Breda Di Piave]]